# Árpád-kor
Az Árpád-kor az államalapítástól (1000-től) egészen 1301-ig, az Árpád-ház férfiágának kihalásáig tartott, mindaddig az uralkodók Árpád nagyfejedelem leszármazottai közül kerültek ki. A korszak I. István koronázásával kezdődött, és III. András halálával zárult, és 23 király 301 évig tartó uralmát jelenti. Az Árpád-kort követte a vegyesházi királyok kora.
Korai Árpád-kor alatt az 1000 és 1240 közötti időszakot értjük, amikor a királyságban a folytonosság egyenletes volt. Jellemzője az erős központosított hatalom.
A tatárjárás okozta törés, majd az újjáépítés után kezdődött a késői Árpád-kor, amely az utolsó Árpád-házi király, III. András halálával (1301) ért véget. IV. Béla és utódainak hatalma egyre csökkent a nemességgel, elsősorban a főnemesekkel szemben és a szilárd, központi kormányzást nem is sikerült helyreállítani, csak Károly Róbert uralkodása alatt.

## Államalapítás

### Géza fejedelem
Géza nagyfejedelem felismerte, hogy a katolikus államok gyűrűjében szükséges az európai államokéhoz hasonló államszervezet kialakítása. A beilleszkedés érdekében több dolgot is tett: felvette a kereszténységet, valamint gyermekeit európai uralkodók gyermekeivel házasította össze. A legfontosabb külpolitikai lépése a Német-római Birodalommal való kapcsolat rendezése volt. Lányait a környező népek vezetőihez adta feleségül, míg fiát, Vajkot, Civakodó Henrik bajor herceg lányával, Gizellával házasította össze, így sógorságba került vele.
A kereszténység felvételekor az alapvető kérdés az volt, hogy az ország a nyugati vagy a keleti kereszténységhez csatlakozzon. A magyarság már Levédiában és Etelközben találkozott a keleti kereszténységgel, aminek egyik bizonyítéka az, hogy sok, a kereszténységgel összefüggő alapvető szavunk van (bűn, gyón, érdem, erkölcs, bocsánat, búcsú, koporsó, ünnep, egyház, gyász), amiket a Kuvrat vezette keresztény török néptől vettek át őseink. Ugyanakkor magát a keresztény vallást akkor még nem vették át. Géza fejedelem idejében a magyar előkelők egy része Bizáncban megkeresztelkedett. A végső választást az aktuális külpolitikai helyzet határozta meg. A korábban keleti irányba vezetett kalandozó hadjáratok miatt ugyanis rossz volt a kapcsolat Bizánccal. Emiatt a nyugat felé fordulás jelentette a legjobb megoldást, a magyar fejedelemségnek szüksége volt a német segítségre. I. Ottó is felismerte, hogy a magyar kereszténység ügyének felkarolása a saját befolyását erősíti ebben a térségben. Géza fejedelem és egész családja 972-ben keresztelkedett meg, fia a keresztségben az István nevet kapta. Keresztelő papja a szentgalleni Prunwart (a későbbi Szent Brúnó) volt. Géza ugyanebben az évben került hatalomra, és megalapította azt a két várost, melyek az ország központjai lettek: Esztergomot (fejedelmi székhelyként ez töltötte be a fontosabb szerepet Géza életében) és Székesfehérvárt (István ezt a várost tette meg királyi székhelynek).
A későbbi, első királyok idején a Magyar Királyságnak több székhelye (fővárosa) volt. Az uralkodó hol az egyik, hol a másik várban tartózkodott. Az ellátásukat végző szolgákat pedig a környékbeli falvakban telepítették le.
A kereszténység felvétele fontos esemény volt és nagy változásokat hozott a magyar nép életében. A kalandozások ugyanis gazdag zsákmányok forrásai voltak, de ezután a korábban rablott javakat belső forrásból kellett előteremteni. Ezért az előkelők különféle szolgálatokat követeltek a korábban katonáskodó közemberektől. Bevezették az adózást, mégpedig kötelező ajándék- vagy terménybeszolgáltatás formájában. A begyűjtött termények egy része külföldre került, aminek bevételéből olyan árukat vásároltak, amit nem tudtak helyben előállítani. A fejedelmi lakóhelyek környékén elszaporodtak a köznép falvai. Korábbi függetlenségét csak nagyon kevés fegyveres csoport tudta megőrizni.
Géza fejedelem a hatalmát a német lovagok segítségével tudta fenntartani. A pogány törzsfőket eltávolította helyükről, helyükbe német lovagokat emelt. Ezek a nehéz fegyverzetű lovagok alkották a hadsereg magját, a többi hagyományos, könnyű fegyverzettel felszerelt magyar lovas volt. A magyar területeken élő idegen népek harcosai segédcsapatokat alkottak, ilyenek voltak például a besenyők. Igyekezett olyan országot kiépíteni és fiára hagyni, amely a környező népektől független. A trónutódlás kérdése azonban komoly feszültség forrása volt, ősi jogon ugyanis a pogány Koppány tartott igényt a hatalomra, míg Géza a fiát szerette volna utódjául a nyugaton bevett primogenitúra elve alapján. A magyar szokások szerint ugyanis a fejedelem hatalmára a legidősebb élő testvér tarthatott igényt (szeniorátus). Sőt, Koppány a levirátus jogán a korábbi nagyfejedelem özvegyére, Sarolt nagyfejedelem-asszonyra is igényt tartott.

### István hatalomra jutása
Miután Géza 997-ben meghalt, kitört a harc. Koppány fegyvert ragadott és a Dunántúlon sokan csatlakoztak hozzá. Ők a régi hitet és rendet képviselték, elutasították a kereszténységet. Koppány Veszprém alá vonult, ugyanis itt volt Sarolt székhelye. A mindent eldöntő csatára is itt került sor. István seregének élén a sváb Vencellin állt, ő ölte meg a harcban Koppányt. A csata után Koppány testét négy részre vágták és négy vár (Fehérvár, Veszprém, Győr és Gyulafehérvár) kapujára tűzték ki. Ez a megfélemlítést szolgálta azokkal szemben, akik a régi rendet akarták visszaállítani.
Az udvarban tartózkodó idegenek hatása nemcsak a harcokban volt fontos, hanem a politikában, a közigazgatásban és az egyházszervezés területen is. A hatalom központját a várak jelentették. Ennek ellátásáról a várbeli szolganépek gondoskodtak. A vár élén a várispán állt, ő irányította a várjobbágyok életét. Ezek a várjobbágyok nagyon fontosak voltak, ők jelentették az új hatalom támaszát. Nagyobb részük földműveléssel és állattartással foglalkozott. Ők adót is fizettek. Kisebb részük katona volt. A befolyt jövedelmen az uralkodó és a várispán megosztozott. A várak alatt rendszeresen vásárt tartottak, amit vasárnap tartottak, később áttették hétköznapokra, mert a vasárnap munkaszünet és ünnepnap lett a törvény szerint. "A vasárnap megtartásáról, hogy a munkának szünete legyen." Ennek emlékét sok település neve őrzi: Vásárhely, Hetvehely (azaz Hétfőhely), Kéthely (a keddi vásárnapból), Szerdahely, Csütörtökhely, Szombathely (a szombati vásárnapból).
István fontosnak tartotta a hatalom megszilárdítása érdekében, hogy megszerezze a királyi címet. Az 1000. évben követeket küldött a pápához, hogy koronát és királyi címet kérjen. Nem akarta, hogy a német uralkodótól kapja meg ezeket, mert meg akarta őrizni az ország függetlenségét. II. Szilveszter pápa teljesítette kérését, amelyet III. Ottó is támogatott. Így Istvánt Esztergomban vagy Székesfehérváron királlyá koronázták. A koronázás - időszámítástól függően - 1000. december 25-én vagy 1001. január 1-jén történt meg.

## A korai Árpád-kor (1000–1241)

### István király uralkodása

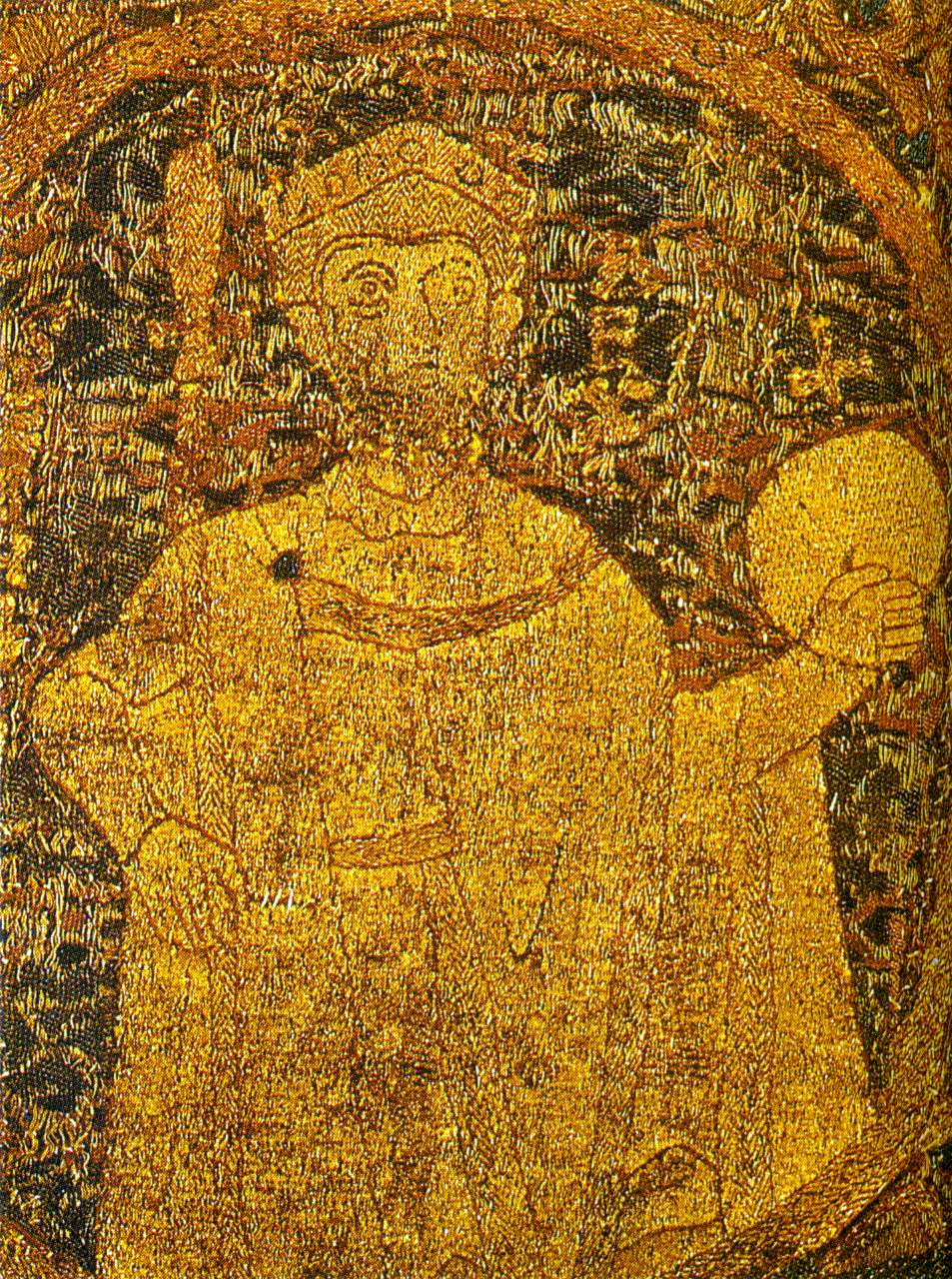
István király egyetlen korabeli ábrázolása a koronázási paláston

Miután 1000. december 25-én megtörtént István király megkoronázása, hamar megkezdte az új feudális rendszerű és egy keresztény hiten alapuló Magyar Királyság megszervezését, melyben a pápa szabad kezet adott neki. Tíz egyházmegyét alapított, és gondoskodott a fenntartásukról is. Bevezette a tizedet és a templomba járást. Formálisan az egész ország ura lett, de a gyakorlatban csak Nyugat- és Észak-Magyarországra terjedt ki hatalma, míg a keleti országrészben sok ellensége akadt. Elsőként nagybátyját, az erdélyi Gyulát hódoltatta be a maga vezette hadjárat során. Miután Gyula megadta magát, tisztségéből leváltotta és felállította az erdélyi püspökséget, amely lépésével egész Erdélyt meghódította. Utána Ajtony következett. Ajtony a Körös, a Tisza, az Al-Duna és az Erdélyi-középhegység által határolt területen uralkodott. A királyi sereg 1008-ban vonult ki ellene Csanád vezetésével és teljes győzelmet aratott. Ezen a területen szervezte meg Csanád vármegyét, 1030-ban pedig püspökséget alapított. Az első püspök a velencei származású Gellért lett. Több ilyen hadjárat során sikerült az országot politikailag teljesen egységesítenie. Mivel a belső harcok sok energiát követeltek, ezért a külpolitikában a békére törekedett. Szövetséget kötött a környező hatalmakkal, ha netán mégis harcra kényszerült, mindig sikeres hadvezér volt.
A korabeli társadalom két fő rétegből állt, a szabadokból és a szolgákból. A szabadok is több rétegre tagozódtak. A hatalom csúcsán a király állt, őt vette körül az arisztokrácia. Őket követték a közrendűek, akik közül kiemelkedtek a közrendű katonák, akik vagyonnal (házzal, földdel és szolgákkal) is rendelkeztek. A többi közrendűnek csak csekély vagyona volt, és adót fizettek. A szolgák semmilyen joggal nem rendelkeztek. A Magyar Királyság szuverenitásának érdekében, István pénzt veretett, okleveleket adott ki és törvényeket hozott. A pénzverésben és a törvényalkotásban is felismerhető a német hatás, jóllehet a pénzveréssel kapcsolatban jelenleg is több kérdésben vita van. Két törvénykönyvet tulajdonítanak neki, összesen ötvenhat cikk van bennük, de ezeket valószínűleg csak a király halála után szerkesztették egybe. Az egyes cikkelyek időbeli keletkezése is vitatott, összefüggő kézirat pedig nem maradt fenn. Maga a törvényhozás szűk körben történt, az ispánok és a püspökök vettek benne részt. Közülük a legnagyobb tekintélye a nádorispánnak és az esztergomi érseknek volt. Ők leginkább tanácsot adtak, a szavuk azonban nem korlátozta a királyt. István neve alatt összesen kilenc oklevél maradt fenn, de ebből csak három tekinthető hitelesnek, ezek a pannonhalmi apátság alapítólevele, a pécsi püspökség alapítólevele és a veszprémi püspökség oklevele.
A trónutódlás kérdésében István az alkalmasságot tartotta a legfontosabbnak. Ez egyébként is nehéz kérdés volt. Két fia volt: Ottó és Imre. Ottó korán meghalt, majd Imre is életét vesztette 1031-ben egy vadkanvadászat során. Ezután unokaöccsét, Orseolo Pétert tette meg utódjának, aki 1026 óta élt a magyar udvarban. A krónikák szerint őt tartotta a legalkalmasabbnak arra, hogy a kereszténységet fenntartsa az országban. Ezzel a döntéssel megsértette apja testvérének fiait, Vazult és Szár Lászlót. Ők 1032-ben merényletet kíséreltek meg ellene, sikertelenül. Ő Vazult megvakíttatta, annak gyermekeit száműzte az országból, Orseolo Péternek pedig esküt kellett tennie.

### Trónharcok kora
István király 1038. augusztus 15-én hunyt el. Halála után trónharcok kezdődtek és 1046-ban kirobbant a Vata-féle lázadás.

### A központi hatalom erősödése

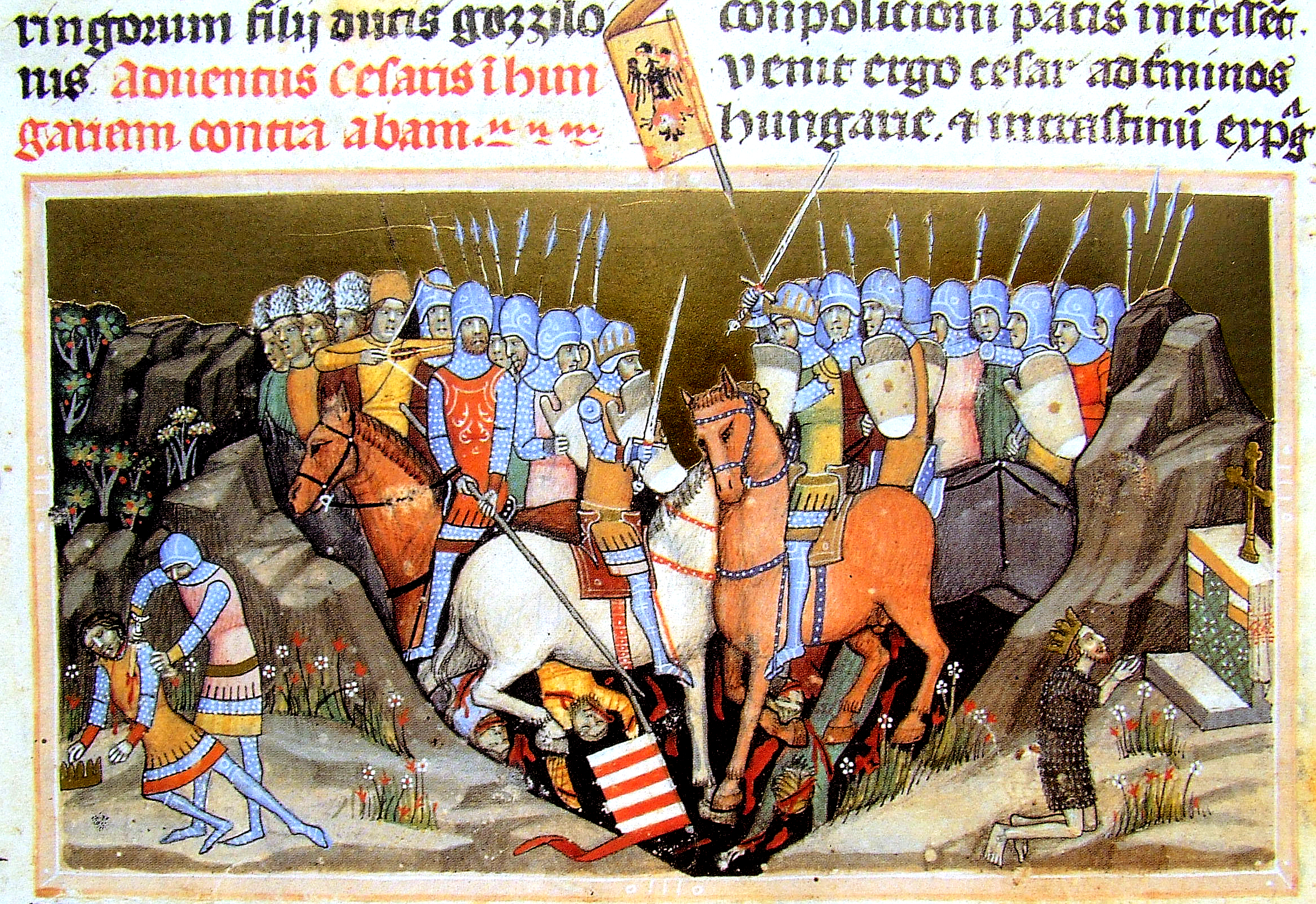
A ménfői csata, A Képes krónika illusztrációja

A rendet végül I. András állította helyre, aki sikeresen szállt szembe az országra törő német-római császár hadaival is. Magyarország függetlenségének megszilárdítását a 11. század végén uralkodó I. (Szent) László folytatta tovább. László nem ismerte el sem a római pápa, sem a német-római császár hűbérúri státuszát. Rugalmas külpolitikát folytatva sikerült szövetségre lépnie mindkettővel. Az országban erős jogrendet tartott fenn, szigorította I. István törvényeit, megerősítette az egyház helyzetét, és visszaverte az országra támadó kunokat.
Szent László utódja, Könyves Kálmán újabb fontos törvényeket hozott. Jelentős katonai sikere volt a szomszédos Horvátország és Dalmácia elfoglalása. (Horvátország ettől kezdve mindig a Magyar Királysághoz tartozott.)
A 12. századi Árpád-házi királyok, főként II. (Vak) Béla és III. Béla tovább folytatták elődeik sikeres bel- és külpolitikáját. III. Béla elrendelte, hogy minden elé kerülő ügyet foglaljanak írásba – ez volt a magyar hivatalos írásbeliség kezdete. Fejlesztette a nyugati, főleg a francia-magyar kapcsolatokat, a francia király testvérét vette feleségül. Béla korából való az első egybefüggő magyar nyelvű írott emlék, a Halotti beszéd és a király jegyzője, Anonymus által írt Gesta Hungarorum is.

### A királyi hatalom gyengülése
A 13. században a nagybirtokosok rendkívül megerősödtek és a királyi központi hatalom meggyengült.
II. András híveit hatalmas birtokadományokkal próbálta meg magához láncolni, így gyorsan csökkenni kezdtek a királyi uradalmak. Ez a folyamat a királyi hatalom gazdasági alapjait kezdte ki. A főurak mégsem voltak elégedettek, mert úgy érezték, hogy a király feleségével, Merániai Gertrúddal érkezett német urakat előnyben részesítik velük szemben. Így egy csoportjuk összeesküvést szőtt és 1213-ban meggyilkolták a királynét (Bánk bán története). A királyi hatalom gyengülését mutatja, hogy az összeesküvők nagy része büntetlenül úszta meg a lázadást.
Amikor a király végül megkísérelte visszavenni a szétosztogatott birtokadományainak egy részét, a főurak felkelést szítottak és rákényszerítették a királyt az Aranybulla kibocsátására (Székesfehérvár, 1222). Az egyezmény korlátozza a király hatalmát és szentesíti a magyar nemesség előjogait, például a birtokaik adómentességét.
II. András a külpolitikában sikeresebb volt. Vezetésével a magyar sereg még keresztes hadjáratot is folytatott Jeruzsálembe a mohamedánok ellen.
II. András fia, IV. Béla szintén kísérletet tett a királyi adományok visszavételére, amivel maga ellen hangolta a főurakat.

### Uralkodók
A korai Árpád-kor uralkodói 1000 és 1242 között:
- Szent István (1000–1038)
- Orseolo Péter (1038–1041)
- Aba Sámuel (1041–1044)
- Orseolo Péter (1044–1046) (másodszor)
- I. András (1046–1060)
- Bajnok Béla (1060–1063)
- Salamon (1063–1074)
- I. Géza (1074–1077)
- Szent László (1077–1095)
- Könyves Kálmán (1095–1116)
- II. István (1116–1131)
- Vak Béla (1131–1141)
- II. Géza (1141–1162)
- III. István (1162–1172)
- III. Béla (1172–1196)
- Imre (1196–1204)
- III. László (1204–1205)
- II. András (1205–1235)
- IV. Béla (1235–1270)

## A késői Árpád-kor (1241-1301)

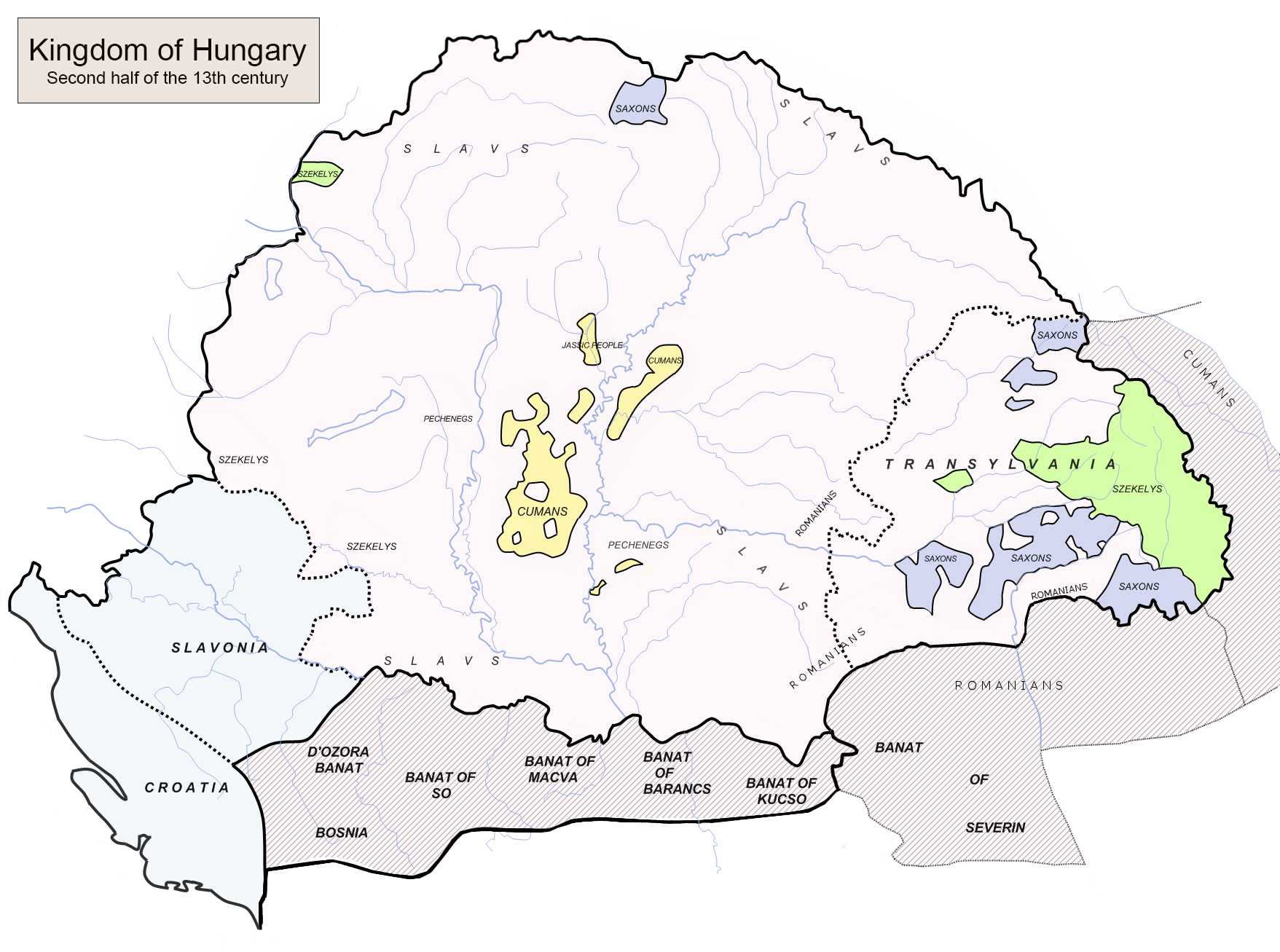
A Magyar Királyság a 13. században

### Tatárjárás és újjáépítés
IV. Béla Julianuson keresztül hírt kapott a mongol veszedelemről. Úgy érezte, szükség van a keleti harcmodort ismerő szövetségesekre, ezért befogadta a mongolok elől menekülő, Kötöny fejedelem vezette kunokat. A kunokat azonban hamarosan állandó támadások érték amiatt, hogy mások voltak a gazdálkodási, terület határi, életviteli szokásaik. Amikor a magyarok megölték Kötönyt, a kunok rabolva és fosztogatva - még a mongol sereg megjelenése előtt - elhagyták az országot.
A mongol (más néven tatár) hadak vezére, Batu kán seregével 1241 elején több oldalról támadta Magyarországot. A két fősereg Muhi mellett találkozott. Április 11-én a mongolok körülfogták a magyar tábort és a muhi csata a király vereségével végződött. A súlyos vereség oka részben az volt, hogy a sértődött főurak nagyrészt távol maradtak a küzdelemtől, így a magyar hadak képtelenek voltak felvenni a harcot a közel százezer fős mongol sereggel.
Béla nehezen menekült el a csatatérről. Előbb Ausztriába, majd Zágrábba, végül Trau (akkor: Trogir) városában keresett menedéket. A mongolok üldözték, és közben végigpusztították az országot; a tél beálltával a Dunán is át tudtak kelni. Traut azonban nem tudták elfoglalni. A pusztítás hatalmas volt, egész megyék néptelenedtek el. Az ország közel került a teljes pusztuláshoz. A mongol seregeknek csak a kőből készült várak, erődítmények tudtak ellenállni. 1242 elején hirtelen felhagytak a hadműveletekkel és kivonultak az országból. Ennek oka valószínűleg a nagykán halála és Batu trónigénye volt, aki nem akart lemaradni a kánválasztásról.
A tatárjárás szörnyű pusztítása egy évig tartott, és mire elhagyták az országot, az ország lakosságának a fele odaveszett vagy rabszolgaszíjon hurcolták el (kb. egymillió ember!).
IV. Béla ezután belátta, hogy szüksége van a nagybirtokosok támogatására, ezért ismét elkezdett birtokokat adományozni, azzal a feltétellel, hogy kővárat építenek a területükre. (Ebből a korból származik a mai Magyarország legtöbb várának alapja.) A király a nemesség részére évenkénti, küldöttekből álló országgyűlés tartását engedélyezte. Új külpolitikáját is az ország védelmének megerősítése jegyében folytatta. Letelepítette az országba a mongolok elől menekülő kun törzseket, szövetségre lépett a szomszédos szláv államokkal, Haliccsal (a mai Ukrajna) és Lengyelországgal. Az elnéptelenedett területekre telepeseket hívott külföldről (hospesek), előjogokat kínálva nekik (szabad költözés, bíróválasztás, csökkentett adóterhek). IV. Bélát a lendületes újjáépítés és a későbbi korok fejlődését is megalapozó számtalan reformja miatt "második államalapító" néven is emlegetik.

### Az Árpád-ház hatalmának hanyatlása
IV. Béla utódai tehetetlenek voltak a megerősödött nagybirtokosok hatalmával szemben. V. Istvánnak például még arra sem volt ereje, hogy a kisgyermekét elrabló főurat megbüntesse. Egyedül IV. (Kun) László tudott még némi sikert felmutatni, de ő is csak a külpolitika terén, a cseh király legyőzésével. László a kun szövetségeseiben jobban bízott, mint a magyar urakban. Végül épp a kunok gyilkolták meg, feltehetően magyar főurak megbízására.
Ekkorra már hatalmas területek kerültek ki teljesen a király ellenőrzése alól. Egyes főurak, például Csák Máté és mások a királytól függetlenítették magukat, saját gazdaságot, kereskedelmet és külpolitikát rendeztek be. 1301-ben III. András halála egyben az Árpád-ház kihalását is jelentette.

## Gazdaság
I. István törvényeiben az értékmérő nem a pénz, hanem a tinó, hiszen tinóval kellett megfizetni a büntetéseket. Ez arra enged következtetni, hogy elterjedt volt az állattartás. Ebben az időben a barom, a jószág a magyar nyelvben e két szó jelentette a vagyont. Az ezredfordulón a mezőgazdaságban ökröket használtak. Szántáskor a tehetősebbek nehézekét használtak, mivel ezeket csak 7-8 ökörrel bírták használni, míg a szegényebbek 3-4 ökörrel már a faekéket el tudták húzni.
A termelés új rendje kezdett kialakulni I. István országában. A magántulajdon elterjedése német mintákat követett. Ez viszont csak a királyság nyugati részében terjedt el gyorsan, a keletiben még évtizedekig a rideg állattartás és a nomád életmód volt a jellemző.

## Népesség
Kristó Gyula a vonatkozó magyar történelmi irodalom áttekintése és saját részletes számításai alapján a magyarság Árpád-kori létszámára vonatkozó becsléseit a következő táblázatban foglalta össze:
| Időpont | Népesség száma (millió fő) | Lakott terület (ezer km²) | Népsűrűség a lakott területen (fő/km²) | Népsűrűség az ország teljes területén (330 ezer km²; fő/km²) |
| ------- | -------------------------- | ------------------------- | -------------------------------------- | ------------------------------------------------------------ |
| 900     | 0,25 – 0,35                | 200                       | 1,25 – 1,75                            | 0,76 – 1,06                                                  |
| 1065    | 0,50 – 0,55                | 200                       | 2,50 – 2,75                            | 1,51 – 1,64                                                  |
| 1200    | 1,00 – 1,10                | 220                       | 4,50 – 5,00                            | 3,03 – 3,33                                                  |
| 1240    | 1,20 – 1,35                | 220                       | 5,45 – 6,14                            | 3,63 – 4,09                                                  |
| 1242    | 1,02 – 1,22                | 220                       | 5,64 – 5,55                            | 3,09 – 3,70                                                  |
| 1300    | 1,40 – 1,60                | 250                       | 5,60 – 6,40                            | 4,24 – 4,85                                                  |